# 종달리 생개납 돈짓당
종달리 생개납 돈짓당은 제주특별자치도 제주시 구좌읍 종달리 451-2번지 지선 공유수면에 있는 해신당 건축물이다. 2018년 4월 25일 제주특별자치도의 향토유산 제22호로 지정되었다.

## 지정사유
이 당은 제주도 해신당의 한 형태로 바닷가 쪽으로 뻗어나간 해안선의 끝자락에 입석형으로 솟아있는 자연석을 신체(神體)로 하고 있으며, 신체 틈에서 자연적으로 자라난 나무를 신목(神木)으로 삼고 있는 당(堂)인 동시에 현재까지도 어부와 해녀들이 공동으로 용왕신(海田守護神)과 선왕신(船泊 守護神)을 모시고, 무사안녕과 풍어 등을 기원하는 등 제주도 해양 신앙의 전형성을 보여주는 당으로 향토유산적 가치가 높다.
또한 이전에 비해 전체적인 면적이 축소되었다고는 하지만, 신당의 외형적인 면에서 제주 돌 문화의 원형을 그대로 보존하고 있으며, 당의 위치 또한 어로와 관련된 복을 기원하는 성소로 가장 적절한 위치에 자리하고 있다.
더불어 당 주변에 우도, 토끼섬 등이 자리하여 빼어난 경관을 담아내고 있으며, 전반적으로 접근성이 떨 어지는 여타의 신당에 비해 해안도로에 바로 인접해 있는 등 접근성이 뛰어나 문화광광자원으로서의 가치도 높다.

## 현지 안내문
생개납 돈짓당
해신당은 해녀와 어부들이 물질작업의 안전과 풍요를 기원하는 장소로 바닷가에 있다.
생개납 돈짓당은 종달리의 어부와 해녀들의 안전을 기원하는 해신당으로 용왕신과 선왕신을 모시고 있다. 갯가에 자연적으로 형성된 바위와 나무를 신목과 신석으로 모시고 있으며 자연 상태 그대로를 이용한 당의 전형적인 모습을 보여주고 있다.